# Nijō Kanemoto
Nijō Kanemoto (二条 兼基?   1267 – 20 de septiembre de 1334) fue un kugyō (cortesano japonés de clase alta) que vivió durante la era Kamakura. Fue miembro de la familia Nijō (derivada del clan Fujiwara) e hijo del regente Nijō Yoshizane y adoptado como hijo de su hermano, el regente Nijō Morotada.
Ingresó a la corte imperial en 1277 con el rango jugoi superior y luego al rango shōgoi inferior, y también nombrado chambelán. En 1280 fue ascendido al rango shōshii y en 1283 como jusanmi. Fue nombrado vicegobernador de la provincia de Harima en 1284 y ascendido ese mismo año al rango shōsanmi. En 1287 fue designado sangi y gonchūnagon, y en 1288 fue ascendido a gondainagon y al rango shōnii.
En 1291 fue nombrado naidaijin y ascendido ese mismo año como udaijin hasta 1296, cuando fue promovido a sadaijin. En 1294 fue promovido al rango juichii y en 1298 fue nombrado tutor del Príncipe Imperial Tanehito (futuro Emperador Go-Fushimi), posteriormente sesshō (regente) del Emperador Go-Fushimi y líder del clan Fujiwara.
Desde 1299 hasta 1300 fue nombrado Daijō Daijin y luego en 1300 fue nombrado kanpaku del Emperador Go-Fushimi (hasta la abdicación de éste en 1301) y del Emperador Go-Nijō hasta 1305. En 1308 abandonó su vida como cortesano y se convirtió en monje budista (shukke), tomando el nombre de Enkū  (円空?).
Tuvo como hijos a los regentes Nijō Michihira y Nijō Moromoto.